# Sportverein Wacker Burghausen 2013-2014
Questa voce raccoglie le informazioni riguardanti lo Sportverein Wacker Burghausen nelle competizioni ufficiali della stagione 2013-2014.

## Stagione
Nella stagione 2013-2014 il Wacker Burghausen, allenato da Georgi Donkov, Jončo Arsov e Uwe Wolf, concluse il campionato di 3. Liga al 19º posto e fu retrocesso in Regionalliga.

## Rosa
| N. |                           | Ruolo | Calciatore           |
| -- | ------------------------- | ----- | -------------------- |
| 1  | Germania (bandiera)       | P     | Alexander Eiban      |
| 3  | Germania (bandiera)       | D     | Michael Hefele       |
| 4  | Croazia (bandiera)        | D     | Jure Čolak           |
| 5  | Germania (bandiera)       | D     | Florian Pflügler     |
| 6  | Germania (bandiera)       | D     | Alexander Eberlein   |
| 7  | Germania (bandiera)       | A     | Stephan Thee         |
| 9  | Slovacchia (bandiera)     | A     | Henrich Benčík       |
| 10 | Turchia (bandiera)        | A     | Ahmet Kulabas        |
| 13 | Guatemala (bandiera)      | D     | Stefano Cincotta     |
| 14 | Germania (bandiera)       | D     | Christoph Burkhard   |
| 15 | Germania (bandiera)       | C     | Benjamin Kindsvater  |
| 16 | Nigeria (bandiera)        | D     | Darlington Omodiagbe |
| 16 | Marocco (bandiera)        | C     | Youssef Mokhtari     |
| 17 | Germania (bandiera)       | C     | Florian Brachtel     |
| 18 | Germania (bandiera)       | A     | Angelo Hauk          |
| 19 | Germania (bandiera)       | D     | Maximilian Drum      |
| 20 | Costa d'Avorio (bandiera) | P     | Stephan Loboué       |

| N. |                     | Ruolo | Calciatore           |
| -- | ------------------- | ----- | -------------------- |
| 22 | Germania (bandiera) | D     | Marco Holz           |
| 23 | Germania (bandiera) | D     | Thomas Leberfinger   |
| 25 | Germania (bandiera) | C     | Thorsten Burkhardt   |
| 26 | Germania (bandiera) | D     | Andreas Giglberger   |
| 27 | Germania (bandiera) | D     | Ulrich Taffertshofer |
| 28 | Germania (bandiera) | C     | Philipp Knochner     |
| 29 | Germania (bandiera) | A     | Robert Glatzel       |
| 30 | Germania (bandiera) | D     | Tobias Schröck       |
| 31 | Germania (bandiera) | C     | Viktor Bopp          |
| 32 | Germania (bandiera) | P     | Felix Ruml           |
| 33 | Germania (bandiera) | A     | Bernd Rosinger       |
| 34 | Germania (bandiera) | C     | Maurice Müller       |
| 35 | Austria (bandiera)  | D     | Moritz Sommerauer    |
| 38 | Austria (bandiera)  | P     | Nico Tezzele         |
| 40 | Germania (bandiera) | A     | Lucas Altenstraßer   |
| 41 | Germania (bandiera) | C     | Philipp Maier        |

## Organigramma societario
Area tecnica
- Allenatore: Uwe Wolf
- Allenatore in seconda: Günter Heberle, Christian Wimmer
- Preparatore dei portieri: Max Urwantschky
- Preparatori atletici:

## Calciomercato

### Sessione estiva
| Acquisti | Acquisti         | Acquisti          | Acquisti |
| R.       | Nome             | da                | Modalità |
| -------- | ---------------- | ----------------- | -------- |
| A        | Henrich Benčík   | Nitra             |          |
| A        | Robert Glatzel   | Heimstetten       |          |
| C        | Florian Brachtel | Unterhaching U19  |          |
| D        | Jure Čolak       | Waldhof Mannheim  |          |
| D        | Maximilian Drum  | Unterhaching      |          |
| A        | Angelo Hauk      | Hallescher        |          |
| P        | Stephan Loboué   | Eintracht Treviri |          |
| D        | Florian Pflügler | Rosenheim 1860    |          |
| A        | Giannis Simosis  | Kerkyra           |          |
| A        | Stephan Thee     | Unterhaching      |          |
| C        | Olcay Turhan     | Arminia Bielefeld |          |

| Cessioni | Cessioni           | Cessioni              | Cessioni |
| R.       | Nome               | a                     | Modalità |
| -------- | ------------------ | --------------------- | -------- |
| A        | Felix Luz          | Elversberg            |          |
| P        | Marco Aulbach      | Eintracht Francoforte |          |
| D        | Fabian Aupperle    | Hoffenheim II         |          |
| D        | Josef Çınar        | Chemnitz              |          |
| C        | Patryk Mrowca      | Energie Cottbus II    |          |
| P        | Julian Pollersbeck | Kaiserslautern II     |          |
| C        | Ronald Schmidt     | SV Erlenbach          |          |
| C        | Heiko Schwarz      | Babelsberg            |          |
| A        | Sahr Senesie       | Sonnenhof G.          |          |
| C        | Maxi Thiel         | Colonia               |          |
| P        | René Vollath       | Karlsruhe             |          |

### Sessione invernale
| Acquisti | Acquisti       | Acquisti       | Acquisti |
| R.       | Nome           | da             | Modalità |
| -------- | -------------- | -------------- | -------- |
| A        | Bernd Rosinger | Norimberga II  |          |
| C        | Philipp Maier  | Rosenheim 1860 |          |
| D        | Michael Hefele | Greuther Fürth |          |

| Cessioni | Cessioni     | Cessioni     | Cessioni |
| R.       | Nome         | a            | Modalità |
| -------- | ------------ | ------------ | -------- |
| C        | Olcay Turhan | Lippstadt 08 |          |

## Risultati

### 3. Liga

#### Girone di andata
| Arbitro: | Kempter |

|                                              |           |  |
| Taylor 30’ Hergesell 54’ Bischoff 60’ (rig.) | Marcatori |  |

| Arbitro: | Rohde |

|  |           |                          |
|  | Marcatori | 42’ Bollmann 87’ Onuegbu |

| Arbitro: | Göpferich |

|             |           |                      |
| Schröck 16’ | Marcatori | 13’ Frahn 90’ Kaiser |

| Arbitro: | Thomsen |

|                  |           |              |
| Brandstetter 22’ | Marcatori | 61’ Pflügler |

| Arbitro: | Siewer |

|          |           |                                 |
| Holz 28’ | Marcatori | 35’, 64’ Jänicke 71’ Vunguidica |

| Arbitro: | Glasmacher |

|                         |           |             |
| Heider 13’ Johansen 23’ | Marcatori | 29’ Kulabas |

| Arbitro: | Reichel |

|  |           |         |
|  | Marcatori | 51’ Luz |

| Arbitro: | Steinhaus-Webb |

|                                          |           |  |
| Khedira 46’ Grüttner 58’, 86’ Breier 79’ | Marcatori |  |

| Arbitro: | Alt |

|          |           |                                                |
| Thee 28’ | Marcatori | 3’ Spann 20’ (rig.) Feldhahn 65’, 88’ Grimaldi |

| Arbitro: | Stieler |

|                |           |                           |
| Voglsammer 64’ | Marcatori | 4’, 34’ Mokhtari 81’ Thee |

| Arbitro: | Storks |

|                       |           |                             |
| Thee 50’ Pflügler 90’ | Marcatori | 54’ Niederlechner 74’ Thurk |

| Arbitro: | Blos |

|                |           |            |
| Amachaibou 75’ | Marcatori | 69’ Benčík |

| Arbitro: | Heft |

|          |           |  |
| Holz 75’ | Marcatori |  |

| Arbitro: | Aarnink |

|                               |           |            |
| Jordanov 20’ Ducksch 48’, 53’ | Marcatori | 69’ Benčík |

| Arbitro: | Steinberg |

|                            |           |          |
| Burkhardt 45’ Knochner 84’ | Marcatori | 7’ Biada |

| Arbitro: | Göpferich |

|               |           |            |
| Kučuković 26’ | Marcatori | 35’ Benčík |

| Arbitro: | Weickenmeier |

|                     |           |                          |
| Burkhard 36’ (rig.) | Marcatori | 28’ Hoffmann 51’ Deville |

| Arbitro: | Giese |

|                                         |           |                     |
| Baumgärtel 14’ Badiane 83’ Marchese 90’ | Marcatori | 54’ (rig.) Burkhard |

| Arbitro: | Dankert |

|                   |           |  |
| Ziebig 41’ (aut.) | Marcatori |  |

#### Girone di ritorno
| Arbitro: | Aarnink |

|               |           |            |
| Yeşilyurt 84’ | Marcatori | 78’ Benčík |

| Arbitro: | Schröder |

|                              |           |                                                             |
| Holz 44’ Burkhard 52’ (rig.) | Marcatori | 24’ (rig.), 49’ (rig.) Grote 82’ (aut.) Schröck 86’ Piossek |

| Arbitro: | Alt |

|  |           |          |
|  | Marcatori | 45’ Hauk |

| Arbitro: | Bandurski |

|               |           |              |
| Burkhardt 38’ | Marcatori | 44’ Kammlott |

| Arbitro: | Reichel |

|                        |           |            |
| Jänicke 19’ Herzig 58’ | Marcatori | 64’ Benčík |

| Arbitro: | Blos |

|                     |           |  |
| Burkhard 53’ (rig.) | Marcatori |  |

| Arbitro: | Kampka |

|            |           |  |
| Wenzel 47’ | Marcatori |  |

| Arbitro: | Unger |

|                                 |           |                                |
| Schröck 50’ Burkhard 59’ (rig.) | Marcatori | 44’ Grüttner 45’ (rig.) Breier |

| Arbitro: | Siewer |

|                               |           |          |
| Feldhahn 28’ (rig.) Pisot 37’ | Marcatori | 67’ Bopp |

| Arbitro: | Glasmacher |

|          |           |  |
| Hauk 70’ | Marcatori |  |

| Arbitro: | Schröder |

|                 |           |  |
| Schnatterer 58’ | Marcatori |  |

| Arbitro: | Jablonski |

|                          |           |                                  |
| Burkhardt 4’ Schröck 70’ | Marcatori | 83’ Amachaibou 90’ (rig.) Aosman |

| Arbitro: | Dittrich |

|             |           |  |
| Hofrath 11’ | Marcatori |  |

| Burghausen 5 aprile 2014, ore 14:00 CEST 33ª giornata | Wacker Burghausen | 0 – 0 referto | Borussia Dortmund II | Wacker-Arena (2 500 spett.)\| Arbitro: \| Weickenmeier \| |
| Arbitro:                                              | Weickenmeier      |               |                      |                                                           |

| Arbitro: | Aarnink |

|           |           |  |
| Ivana 58’ | Marcatori |  |

| Arbitro: | Steinberg |

|  |           |           |
|  | Marcatori | 7’ Blacha |

| Arbitro: | Osmers |

|              |           |          |
| Hoffmann 70’ | Marcatori | 10’ Holz |

| Arbitro: | Unger |

|                          |           |  |
| Burkhard 40’ Kulabas 56’ | Marcatori |  |

| Arbitro: | Giese |

|                         |           |                                                           |
| Furuholm 5’ Sembolo 72’ | Marcatori | 6’ Hauk 58’ (rig.) Burkhard 63’ Taffertshofer 80’ Kulabas |

## Statistiche

### Statistiche di squadra
| Competizione | Punti | In casa | In casa | In casa | In casa | In casa | In casa | In trasferta | In trasferta | In trasferta | In trasferta | In trasferta | In trasferta | Totale | Totale | Totale | Totale | Totale | Totale | DR  |
| Competizione | Punti | G       | V       | N       | P       | Gf      | Gs      | G            | V            | N            | P            | Gf           | Gs           | G      | V      | N      | P      | Gf     | Gs     | DR  |
| ------------ | ----- | ------- | ------- | ------- | ------- | ------- | ------- | ------------ | ------------ | ------------ | ------------ | ------------ | ------------ | ------ | ------ | ------ | ------ | ------ | ------ | --- |
| 3. Liga      | 37    | 19      | 6       | 5       | 8       | 21      | 27      | 19           | 3            | 5            | 11           | 18           | 31           | 38     | 9      | 10     | 19     | 39     | 58     | -19 |
| Totale       | 37    | 19      | 6       | 5       | 8       | 21      | 27      | 19           | 3            | 5            | 11           | 18           | 31           | 38     | 9      | 10     | 19     | 39     | 58     | -19 |

### Andamento in campionato
| Giornata  | 1  | 2  | 3  | 4  | 5  | 6  | 7  | 8  | 9  | 10 | 11 | 12 | 13 | 14 | 15 | 16 | 17 | 18 | 19 | 20 | 21 | 22 | 23 | 24 | 25 | 26 | 27 | 28 | 29 | 30 | 31 | 32 | 33 | 34 | 35 | 36 | 37 | 38 |
| --------- | -- | -- | -- | -- | -- | -- | -- | -- | -- | -- | -- | -- | -- | -- | -- | -- | -- | -- | -- | -- | -- | -- | -- | -- | -- | -- | -- | -- | -- | -- | -- | -- | -- | -- | -- | -- | -- | -- |
| Luogo     | T  | C  | C  | T  | C  | T  | C  | T  | C  | T  | C  | T  | C  | T  | C  | T  | C  | T  | C  | T  | C  | T  | C  | T  | C  | T  | C  | T  | C  | T  | C  | T  | C  | T  | C  | T  | C  | T  |
| Risultato | P  | P  | P  | N  | P  | P  | P  | P  | P  | V  | N  | N  | V  | P  | V  | N  | P  | P  | V  | N  | P  | V  | N  | P  | V  | P  | N  | P  | V  | P  | N  | P  | N  | P  | P  | N  | V  | V  |
| Posizione | 19 | 19 | 20 | 19 | 20 | 20 | 20 | 20 | 20 | 20 | 20 | 20 | 19 | 20 | 20 | 20 | 20 | 20 | 20 | 20 | 20 | 19 | 19 | 19 | 19 | 19 | 20 | 20 | 19 | 19 | 19 | 19 | 19 | 20 | 20 | 20 | 19 | 19 |

Legenda:

Luogo: C = Casa; T = Trasferta. Risultato: V = Vittoria; N = Pareggio; P = Sconfitta.

### Statistiche dei giocatori
| L. Altenstraßer  | 2  | 0 | 0  | 0 |
| H. Benčík        | 28 | 5 | 6  | 0 |
| V. Bopp          | 10 | 1 | 2  | 0 |
| F. Brachtel      | 0  | 0 | 0  | 0 |
| C. Burkhard      | 37 | 7 | 3  | 0 |
| T. Burkhardt     | 36 | 3 | 5  | 0 |
| S. Cincotta      | 23 | 0 | 7  | 1 |
| M. Drum          | 10 | 0 | 5  | 0 |
| A. Eberlein      | 22 | 0 | 2  | 0 |
| A. Eiban         | 3  | 0 | 0  | 0 |
| A. Giglberger    | 0  | 0 | 0  | 0 |
| R. Glatzel       | 4  | 0 | 0  | 0 |
| A. Hauk          | 30 | 3 | 11 | 0 |
| M. Hefele        | 15 | 0 | 7  | 0 |
| M. Holz          | 37 | 4 | 9  | 0 |
| B. Kindsvater    | 9  | 0 | 1  | 0 |
| P. Knochner      | 2  | 1 | 0  | 0 |
| A. Kulabas       | 22 | 3 | 4  | 0 |
| T. Leberfinger   | 0  | 0 | 0  | 0 |
| S. Loboué        | 35 | 0 | 5  | 0 |
| P. Maier         | 0  | 0 | 0  | 0 |
| Y. Mokhtari      | 9  | 2 | 1  | 0 |
| M. Müller        | 26 | 0 | 2  | 0 |
| D. Omodiagbe     | 6  | 0 | 0  | 0 |
| F. Pflügler      | 29 | 2 | 5  | 0 |
| B. Rosinger      | 8  | 0 | 1  | 0 |
| F. Ruml          | 0  | 0 | 0  | 0 |
| T. Schröck       | 34 | 3 | 7  | 0 |
| G. Simosis       | 5  | 0 | 1  | 0 |
| M. Sommerauer    | 14 | 0 | 1  | 0 |
| U. Taffertshofer | 24 | 1 | 4  | 0 |
| N. Tezzele       | 0  | 0 | 0  | 0 |
| S. Thee          | 34 | 3 | 3  | 0 |
| O. Turhan        | 6  | 0 | 1  | 0 |
| J. Čolak         | 9  | 0 | 2  | 1 |